# 이통 (삼국지)
이통(李通, 168년 ~ 209년)은 중국 후한 말 조조 휘하의 군인으로 자는 문달(文達)이며 형주 강하군 평춘현(平春縣) 사람이다.

## 생애
의협심이 강한 장수로 처음에 고향 사람 진공과 함께 의병을 일으켜 황건적을 물리치고 196년에 군사를 거느리고 허도로 가 조조의 부하가 되어 진위중랑장에 임명되었다. 그 뒤에는 198년 장수를 이긴 공로로 비장군이 되었고, 200년 관도 대전 당시에는 원소가 내린 정남장군 벼슬을 거절하고 회와 여 지역 일대를 평정시켜 여남 태수가 되었다. 
후에 유비와 주유가 조인을 포위하고 관우가 북쪽을 길을 막고 있을 때 군사를 거느려 관우를 공격하고 조인을 맞이하다가 병사했다.  
유비와 주유는 강릉에서 조인을 포위하여 공격하고 따로 관우를 보내 북쪽길을 끊어 놓았다. 이통은 부대를 인솔하여 관우를 공격하고 말에서 내려 방책을 걷어내고 포위권으로 진입하여 싸우면서 앞으로 나가 조인의 군사를 구출했는데, 무용이 여러 장수들 중에서 가장 뛰어났다..— 《삼국지》, 〈위서 이통전〉 http://rexhistoria.net/history_sam/2507

연의에서는 211년 동관 전투에서 마초가 역적의 개가 되다니 부끄럽지도 않으냐 라고하면서 창에 찔려 전사하는 것으로 나온다.

## 같이 보기
- 삼국지 인물 목록